# Peeping Life
Peeping Life（ピーピング・ライフ）は、森りょういちによるCGアニメーション作品。2008年からBS朝日、テレ朝チャンネル、キッズステーションで放送されていた。キャッチコピーは「人間をさぼろう」。

## 概要
- 2008年12月、BS朝日の番組『ブロスタ.TV』内コーナーとして放送したのを皮切りに順次放送されていた。
- 脱力系のアドリブ芝居とアニメーションを融合させたもので日常会話のワンシーンから生まれる「間」や「仕草」が半笑いを誘う。
- 役者は、設定のみ提示され、それに沿ったストーリーをアドリブで演じていく。
- Edition版のストーリーの長さは約7分だがEmotion版以降はストーリーが短くなったり、エンディングなどがサビから始まるなどの理由で約5分になっている。
- 第25回「デジタルコンテンツグランプリ」審査員特別賞受賞。
- 2015年10月、日本テレビで『Peeping Life TV シーズン1??』と題して深夜アニメとして放送されていた。

## ストーリー
| 話数                                     | タイトル                                              | 声の出演                             |
| The Perfect Edition                      | The Perfect Edition                                   | The Perfect Edition                  |
| ---------------------------------------- | ----------------------------------------------------- | ------------------------------------ |
| #1                                       | 「おでかけバカップル」編                              | サノシュンスケ、清野由佳理           |
| #2                                       | 「合コンでダダかぶり」編                              | 清野由佳理、牧田智子                 |
| #3                                       | 「新婚ちゃんいらっしゃい!」編                         | サノシュンスケ、牧田智子             |
| #4                                       | 「花見の場所取り」編                                  | サノシュンスケ、清野由佳里           |
| #5                                       | 「おでん缶販売機」編                                  | 森りょういち                         |
| #6                                       | 「リリックにのせて」編                                | サノシュンスケ、清野由佳里           |
| #7                                       | 「CDデビュー決定!」編                                 | 清野由佳里、坪谷光昭                 |
| #8                                       | 「マユミちゃんの年賀状」編                            | サノシュンスケ、森りょういち         |
| #9                                       | 「下着メーカー営業マン」編                            | サノシュンスケ、坪谷光昭             |
| #10                                      | 「観覧車の情事」編                                    | 伊佐山裕大、坪谷光昭                 |
| The Perfect Emotion                      |                                                       |                                      |
| #1                                       | 「おきづきバカップル」編                              | サノシュンスケ、清野由佳理           |
| #2                                       | 「フェンシングマン」編                                | サノシュンスケ、牧田智子             |
| #3                                       | 「郵便局前、午前0時」編                               | サノシュンスケ、森りょういち         |
| #4                                       | 「新婚ちゃん行ってきます!」編                         | サノシュンスケ、牧田智子             |
| #5                                       | 「恋愛マスター気取り」編                              | 牧田智子                             |
| #6                                       | 「下着メーカー営業マンの心得」編                      | サノシュンスケ、坪谷光昭             |
| #7                                       | 「大雨の海の家」編                                    | サノシュンスケ、森りょういち         |
| #8                                       | 「おばけ屋敷の憂鬱」編                                | 松本剛、坪谷光昭                     |
| #9                                       | 「映画館の情事」編                                    | 伊佐山裕大、坪谷光昭                 |
| #10                                      | 「オタクくんフィギュア鑑賞会」編                      | 森りょういち                         |
|                                          | 「ミスぎんなんコンテスト」                            | 清野由佳理、牧田智子                 |
| The Perfect Evolution                    |                                                       |                                      |
| #1                                       | 「おわかれ!?バカップル」編                            | サノシュンスケ、清野由佳理           |
| #2                                       | 「職員室に呼び出し」編                                | 森 りょういち、藤井智子              |
| #3                                       | 「修学旅行ではぐれた二人」編                          | サノシュンスケ・森りょういち         |
| #4                                       | 「気になる娘のケータイ」編                            | 坪谷光昭、藤井智子                   |
| #5                                       | 「俺のテーマパークグッズ」編                          | 清水明子、松本剛                     |
| #6                                       | 「ママとOLのから騒ぎ」編                              | 坪谷光昭、垣内ゆか                   |
| #7                                       | 「メガネ男子の選び方」編                              | 松本剛、森りょういち                 |
| #8                                       | 「下着メーカー営業マンの反省会」編                    | サノシュンスケ、坪谷光昭             |
| #9                                       | 「バーベキューの情事」編                              | 伊佐山裕大、坪谷光昭                 |
| #10                                      | 「オタクくん幻のフィギュア発見」編                    | 森りょういち                         |
| The Perfect Extension                    |                                                       |                                      |
| #1                                       | 「チェーンロック越しの夜」編                          | 垣内由香、松本剛                     |
| #2                                       | 「父と娘押入れの探しもの」編                          | 坪谷光昭、藤井智子                   |
| #3                                       | 「新婚ちゃん宝くじに当選?!」編                        | サノシュンスケ、藤井智子             |
| #4                                       | 「ショータとコータの勉強会」編                        | サノシュンスケ、森りょういち         |
| #5                                       | 「いなヤンカップル」編                                | 坪谷光昭、藤井智子                   |
| #6                                       | 「リリックな渋滞にのせて」編                          | サノシュンスケ、清野由佳理           |
| #7                                       | 「下着メーカー営業マンの展示会」編                    | サノシュンスケ、坪谷光昭             |
| #8                                       | 「残念！就職面接」編                                  | 清野由佳理・サノシュンスケ、坪谷光昭 |
| #9                                       | 「会議中の二人」編                                    | 伊佐山裕大、サノシュンスケ           |
| #10                                      | 「ギャラクシートリッパー」編                          | 坪谷光昭、森りょういち               |
| Peeping Life劇場オリジナル版             |                                                       |                                      |
|                                          | 「バカップル 映画でもめる」編                         | サノシュンスケ、清野由佳理           |
|                                          | 「中学生 パンフレットを買う買わない」編               | サノシュンスケ、森りょういち         |
|                                          | 「サボリーマン 午後のふたり」編                       | サノシュンスケ、森りょういち         |
|                                          | 「バカップル ポップコーンの味でもめる」編             | サノシュンスケ、清野由佳理           |
|                                          | 「オタクくん 映画宣伝インタビュー」編                 | 森りょういち、牧田智子               |
| プランゼットコラボムービー版             |                                                       |                                      |
|                                          | 「話題のフルCGアニメ｢プランゼット」編                 | 森りょういち                         |
| PS3®のつかいかた -fest.PeepingLife-      |                                                       |                                      |
| 第1章                                    | 「バカップル インターネットで仲直り?」編              | サノシュンスケ、清野由佳理           |
| 第2章                                    | 「新婚ちゃん あの番組をtorne（トルネ）™で観ちゃう」編 | サノシュンスケ、牧田智子             |
| 第3章                                    | 「ショータとコータ気になるAVチャット」編              | サノシュンスケ、森りょういち         |
| 第4章                                    | 「オタクくん 接続の義をとり行う」編                   | 森りょういち                         |
| 第5章                                    | 「部長と桐山くん ブルーレイの情事」編                 | 伊佐山裕大、坪谷光昭                 |
| 第6章                                    | 「父と娘 フォトギャラリーで団らん」編                 | 牧田智子、坪谷光昭                   |
| 「テレビ朝日女性アナウンサー」コラボ企画 |                                                       |                                      |
|                                          | 「アナウンサーの、夏フェスインタビュー」編            | 小川彩佳、サノシュンスケ             |
|                                          | 「アナウンサーの、変てこ指導」編                      | 小川彩佳、本間智恵                   |
|                                          | 「アナウンサーと、いとこの中学生」編                  | 本間智恵、森りょういち               |
| 「星を追う子ども」スペシャルコラボ映像   |                                                       |                                      |
|                                          | 新海誠が贈る本格ジュブナイル・アニメーション          | 森りょういち                         |
| 「キッズステーション」コラボCM           |                                                       |                                      |
|                                          | お似合いバカップル                                    | サノシュンスケ、清野由佳理           |
|                                          | 父と娘のチャンネル争い                                | 牧田智子、坪谷光昭                   |
|                                          | オタクくん、視聴開始1分前                             | 森りょういち                         |
| 「テレビ朝日女性アナウンサー」コラボ     |                                                       |                                      |
|                                          | オタクくん、女性アナウンサーに会う                    | 森りょういち、小川彩佳               |

5.0ch
1. 「AD二人のお弁当」編
2. 「局内掃除のおばちゃん」編
3. 「警備員と押し問答!?」編
4. 「アナウンサーといとこの中学生 パート2」編
5. 「音楽で遊ぼう♪のコーナー」編
6. 「中学生、アナウンサーへの道」編
7. 「芸人探しのプロデューサー」編
8. 「カメラマンを好きになったら」編
9. 「局長のギョーカイ用語講座」編
10. 「ナレーション収録の現場にて」編

The Perfect Explosion
1. 「バカップル写真でもめる」編
2. 「11PM深夜の話し合い」編
3. 「グローバルなリリックにのせて」編
4. 「新婚ちゃんの男子ごはん」編
5. 「父と娘初めてのドライブ」編
6. 「修学旅行ガールズ」編
7. 「ショータとコータのロックバンド始めました」編
8. 「SNSの情事」編
9. 「自動車学校ドライバーの心得」編
10. 「ヒーローショー」編

手塚プロダクション、タツノコプロワンダーランド
1. 「キャシャーン!新造人間誕生?!」編
2. 「ボヤッキー、ヤッターワン!を拾う」編
3. 「スタイリッシュハクション大魔王」編
4. 「剛とミチドライブデートでGoGoGo」編
5. 「アトムグレる」編
6. 「リボンの騎士な悩み」編
7. 「写楽くんはじめてのコンビニバイト」編
8. 「マグマ大使とブラック・ジャック」編
9. 「トリトン、キャシャーンそしてルカー」編
10. 「ボヤッキーとブラック・ジャック」編

PV版
サークルKサンクス コラボレーション
- 「ヤッターマン2号とボヤッキー」
- 「オタクくんアニメ文化研究会 タツノコプロ編」
- 「コラボ映像 マッハGoGoGo!編」
- 「ゴールドライタン編」

Anime Bancho YouTubeオリジナル
- 「キャシャーン スーツ汚す」
- 「写楽くん謎解き迷推理」
- 「ゴールドライタンとマグマ大使」
- 「今週のマジでビックリドッキリメカ」

| 話数                            | タイトル                         | 声の出演                      |
| 桃屋×Peeping Life ご縁ですよ!   | 桃屋×Peeping Life ご縁ですよ!    | 桃屋×Peeping Life ご縁ですよ! |
| ------------------------------- | -------------------------------- | ----------------------------- |
| #1                              | 「ラー油ちゃんの場合」編         | 森りょういち、渡沢倫代        |
| #2                              | 「やわらぎちゃんの場合」編       | 森りょういち、渡沢倫代        |
| #3                              | 「ごはんですよ!さんの場合」編    | 森りょういち、渡沢倫代        |
| #4                              | 「ザーサイちゃんの場合」編       | 森りょういち、渡沢倫代        |
| 桃屋×Peeping Life ご縁ですよ!II |                                  |                               |
| #5                              | 「白飯くんの場合」編             | 森りょういち、渡沢倫代        |
| #6                              | 「きざみにんにくちゃんの場合」編 | 森りょういち、渡沢倫代        |
| #7                              | 「きざみしょうがさんの場合」編   | 森りょういち、渡沢倫代        |
| #8                              | 「キムチの素子ちゃんの場合」編   | 森りょういち、渡沢倫代        |
| #9                              | 「リベンジラー油ちゃんの場合」編 | 森りょういち、渡沢倫代        |

Peeping Life:World History
1. 平安バカップル
2. ヨガの達人 ムトゥさん
3. 長屋のお隣さん
4. エジプト王妃の恋愛相談
5. 忍者 屋根裏に潜伏中
6. 城壁越しの夜
7. バロックにのせて
8. ロケット発射3分前
9. 黒船来航 手下編
10. パピルス親子
11. ワールド・ベースボール・カモフラージュ - WBC
12. 聖剣!?エクスカリバー　前編
13. 聖剣!?エクスカリバー　後編
14. 長屋の別のお隣さん
15. 黒船来航 農民編
16. 荒野のサイドカー
17. 忍者 武家屋敷に潜伏中
18. パーマネントで文明開化!?
19. 東海道中 駕籠屋と侍
20. 残念!サーカスオーディション
21. パパとママのお受験戦争
22. 初めてのFAX送信
23. 邪馬台国の雨乞いの儀式
24. 仏教伝来
25. 完成!？奈良の大仏
26. Steve. J
27. 忍者 雑木林で特訓中
28. プリズナー NO.303
29. 地動説という仮説
30. ラブ アンド ピース
31. 天竺からの帰還
32. 四丁目の夕日
33. 喜劇王と新人マネージャー
34. 三国志な兄弟
35. 矛×楯
36. 忍者 天守閣に潜伏中
37. ミッション開始 3分前
38. サンタのおもちゃ工場
39. ケイティのメリークリスマス
40. オタクくん コールドスリープ

JU 中古自動車販売士×Peeping Life / Peeping Life×自動車点検整備推進運動
1. バカップル　中古自動車を買う（2013年9月30日公開）
2. 日常点検を実施しよう（2014年8月31日公開）
3. バカップル　中古自動車に踊る（2014年11月10日公開）

HKT48 × PeepingLife
2014年6月20日公開。
1. ラーメン屋で宝くじを拾ったら

別府市 × Peeping Life
1. ショータとコータの別府道中 Peeping Life Beppu City Collaboration

Peeping Life -WE ARE THE HERO-
2014年11月15日公開。手塚プロ・タツノコプロワンダーランドの劇場版オリジナル作品。
1. 「不穏な空気とテスト勉強」編
2. 「そのころ、アトムは…」編
3. 「そのころ、ブラックジャックとトリトンは…」編
4. 「そのころ、ボヤッキーとヤッターマン2号、そしてハクション大魔王は…」編
5. 「そのころ、キャシャーンは・・・」編
6. 「そのころ、マグマ大使とゴールドライタンは…」編
7. 「そのころ、バカップルは…」編
8. 「そのころ、オタクくんは…」編
9. 「そして集いしヒーローたち!」編

PeepingLife×怪獣酒場 かいじゅうたちがいるところ
2015年7月3日にYouTubeで第1話先行配信。2015年7月10日にDVD発売。
1. 「バルタン店長とグドン釣り堀の情事」編
2. ダダとジャミラの「俺、バンドやめるわ」編
3. 「ガラモンとケムール人酒場前の公衆電話にて」編
4. 「板前ゴモラと新人ジャミラ」編
5. 「バルタン店長と店員のカネゴン」編
6. 「メトロン星人と防衛隊員」編
7. 「ガッツ星人の切手収集談義」編
8. 「ダダとノーバの酒場女子会」編
9. 「ギーゴンとゴドラ星人の本場の流しの歌い方」編

## 主要スタッフ
- プロデュース：Comix Wave Films、FOREST Hunting One
- ラインプロデューサー：中島弘道、小川智弘
- アニメーション：FOREST Hunting One　森りょういち、麻生秀一、鮫島瑞季、星邑タツヤ、若松宏喜、ほか
- 音響・効果：サウンドチーム・ドンファン　山田陽、八巻大樹（「Emotion」～）
- アドバイザー：サノシュンスケ（「Emotion」～）
- 撮影・編集：諌山裕大（「Extension」～）
- ラインマネージャー：麻生秀一（「Extension」）→鮫島瑞季（「Explosion」）
- 協力：BROSTA TV、福岡スクールオブミュージック専門学校、ほか
- 制作：FOREST Hunting One、BROSTA TV、Comix Wave Films
- 監督：森りょういち

アクター
- 伊佐山裕大
- サノシュンスケ
- 坪谷光昭
- 清野由佳理
- 清水明子
- 垣内ゆか
- 牧田智子
- 松本剛
- 渡沢倫代
- 森りょういち
- 小川彩佳[7]
- 本間智恵[7]

## テーマ曲
- 「さとりのしょ」detune.

## EACH LIFE
森が個人製作で作った『PeepingLife』の前身となった作品。従来のCG映像コンテンツにはない「生きた」映像作品となった不思議な雰囲気を持つアニメーション作品。NHK『デジタルスタジアム』にてピエール瀧ベストセレクション受賞 デジタルクリエイターズコンペティション優秀賞受賞』Peeping Life The Perfect Edition」の特典映像として「チーズケーキ編」が視聴可能。

## Peeping Life TV
2015年10月から12月まで『Peeping Life TV シーズン1 ??』を放送。予告はオタクくん（声 - 森りょういち）が担当。

### 声の出演
- サノシュンスケ
- 清野由佳理
- 藤井智子
- 三嶋浩二
- 松本剛
- 垣内由香
- わたさわみちよ
- ムラヤマ・J・サーシ
- 坪谷光昭
- 森りょういち

### スタッフ（TV）
- 監督 - 森りょういち
- アニメーション監督 - 星邑タツヤ
- 編集 - Q-tec
- 音楽 - detune、丸尾稔
- 音響監督 - 山田陽
- 音楽プロデューサー - 千石一成
- プロデューサー - 稲毛弘之、進藤友博、渡邉季之、湯本裕幸、小川智弘
- アニメーションプロデューサー - 柳橋基治、堀雄太
- アニメーション制作 - FOREST Hunting One、CoMix Wave Films、タツノコプロ
- 製作著作 - Peeping Life TV 製作委員会2015（日本テレビ、タツノコプロ、手塚プロダクション、コミック・ウェーブ・フィルム、日本テレビ音楽）

### 主題歌（TV）
オープニングテーマ「HOTELエイリアン」
- 作詞 - 真行寺貴秋
- 作曲、編曲、歌 - BRADIO
- オープニング振付 - ラッキィ池田

エンディングテーマ「新約さとりのしょ」
- 作詞、作曲 - 郷拓郎
- 編曲、歌 - detune.

### 各話リスト（TV）
| 話数         | サブタイトル                                    | 登場キャラ                                                   |
| シーズン1 ?? | シーズン1 ??                                    | シーズン1 ??                                                 |
| ------------ | ----------------------------------------------- | ------------------------------------------------------------ |
| #1           | アトムの壁ドン練習                              | アトム 御茶ノ水博士                                          |
| #1           | ドロンジョ様 戦いのその後に                     | ドロンジョ ヤッターマン1号                                   |
| #1           | ブラック・ジャック 風邪引いて病院へ             | ブラック・ジャック ボヤッキー                                |
| #1           | バカップル グアムへ行く 飛行機編                | マチャヒコ ユキピョン                                        |
| #2           | ハクション大魔王のカラオケレクチャー            | ハクション大魔王 カンちゃん                                  |
| #2           | グッバイ・ショッピング（複合コピー機編）        | 反野内郷 トリトン                                            |
| #2           | ボヤッキーの部屋（ゲスト：チンク）              | ボヤッキー チンク                                            |
| #2           | バカップル グアムへ行く 入国審査編              | マチャヒコ ユキピョン                                        |
| #3           | コバルト兄さんにも彼女出来た                    | アトム コバルト                                              |
| #3           | キャシャーン 嫁姑問題に揺れる                   | キャシャーン ルナ                                            |
| #3           | ショータとコータのバレンタイン                  | ショータ コータ                                              |
| #3           | バカップル グアムへ行く ホテル到着編            | マチャヒコ ユキピョン                                        |
| #4           | アイドル追っかけのアクビちゃん                  | アクビちゃん カンちゃん                                      |
| #4           | ヒゲおやじとお茶の水博士のおやじトーク          | ひげおやじ お茶の水博士                                      |
| #4           | サファイアの裏声練習                            | サファイア チンク                                            |
| #4           | 結婚相談所 コミュ障のマザコン男編               | 相談員 マザコン男性（マナブ）                                |
| #5           | キャシャーン 健康ランドで再会                   | キャシャーン ブライキングボス                                |
| #5           | ボヤッキーの部屋 （ゲスト：コバルト兄さん）     | ボヤッキー コバルト                                          |
| #5           | ZIP!×Peeping Life TV ボヤッキーの部屋           | ボヤッキー 桝アナ（桝太一）                                  |
| #5           | 結婚相談所 現実見えてないOL編                   | 相談員 OL（サチコ）                                          |
| #6           | トリトンのダイエット大作戦                      | トリトン ボヤッキー                                          |
| #6           | グッバイ・ショッピング（24Kネックレス編）       | 反野内郷 マグマ大使                                          |
| #6           | ZIP!×Peeping Life TV 桝アナと小熊アナの雑談     | 桝アナ 小熊アナ（小熊美香）                                  |
| #6           | 結婚相談所 農家の長男編                         | 相談員 農家の長男（スズキ）                                  |
| #7           | アトムのアフレコ収録                            | アトム ディレクター                                          |
| #7           | クイズルネッサンス（お題：「鉄腕アトム」）      | MEGWIN（司会） ブラック・ジャック サファイア ヤッターマン2号 |
| #7           | クイズルネッサンス（お題：「モナ・リザ」）      | MEGWIN（司会） ブラック・ジャック サファイア ヤッターマン2号 |
| #7           | クイズルネッサンス（お題：「ヤッターワン」）    | MEGWIN（司会） ブラック・ジャック サファイア ヤッターマン2号 |
| #8           | ヤッターワン 飼い犬になる！？                   | ヤッターマン1号 ヤッターワンの飼い主                         |
| #8           | パワーウインドウ越しの昼                        | 妻 夫                                                        |
| #8           | ナチュラルオーガニック男子                      | オーガニック店長 アルバイト                                  |
| #8           | ボヤッキーの部屋 （ゲスト：ブライキング・ボス） | ボヤッキー ブライキング・ボス                                |
| #9           | 大人になっちゃったタッチ                        | メルモちゃん タッチ                                          |
| #9           | ハッチ デパートで迷子                           | ハッチ カナブン（警備員）                                    |
| #9           | ヨガの達人ムトゥさん来日                        | ムトゥさん 通訳 インタビュアー                               |
| #9           | グッバイ・ショッピング（美容クリーム編）        | 反野内郷 ドロンジョ                                          |
| #10          | 断然、爆速っす                                  | 電気屋店員 キャシャーン                                      |
| #10          | ケータイ親子 スマホに変える                     | 父 娘                                                        |
| #10          | バックパッカーと新幹線で相席                    | サラリーマン バックパッカー                                  |
| #10          | ライタンとマグマの純情男旅 金印編               | ゴールドライタン マグマ大使                                  |
| #11          | 海のトリトン ビーチで監視中                     | トリトン アトム                                              |
| #11          | グッバイ・ショッピング（ガスバーナー編）        | 反野内郷 ゴールドライタン                                    |
| #11          | 新婚ちゃん 格安ロボット掃除機を買う             | 新婚ちゃん2人                                                |
| #11          | ライタンとマグマの純情男旅 中州編               | ゴールドライタン マグマ大使                                  |
| #12          | アトム ついにボディチェンジ                     | アトム お茶の水博士                                          |
| #12          | ボヤッキーの部屋 （ゲスト：ハッチ）             | ボヤッキー ハッチ                                            |
| #12          | ライタンとマグマの純情男旅 金閣寺編             | ゴールドライタン マグマ大使                                  |
| #12          | オタクくん 動画配信始めようかと…                | オタクくん                                                   |

### 放送局（TV）
| 放送期間                 | 放送時間                     | 放送局                                  | 対象地域   | 備考  |
| ------------------------ | ---------------------------- | --------------------------------------- | ---------- | ----- |
| 2015年10月4日 - 12月20日 | 日曜 2:25 - 2:55（土曜深夜） | 日本テレビ                              | 関東広域圏 | （※） |
| 2015年10月14日 -         | 水曜 2:30 - 3:00（火曜深夜） | BS日テレ                                | 日本全域   |       |
| 2015年10月16日 -         | 金曜 1:29 - 1:59（木曜深夜） | 広島テレビ                              | 広島県     |       |
| 2015年11月6日 -          | 土曜 1:30 - 2:00（金曜深夜） | 日テレプラス ドラマ・アニメ・音楽ライブ | 日本全域   |       |

（※）通常編成時の放送時間帯は一応設定されてはいる ものの、前日から当日にまたがって放送される『Going!Sports&News』の10分拡大や未明帯にスポーツ番組挿入が続くなどの影響で、放送時間は一定しておらず、日本テレビの番組公式サイトでは放送開始後も「土曜深夜」としか書かれていない（他局の放送時間についても公式な発表では無く、番組表などからのもの）。
| 配信期間         | 配信時間        | 配信サイト         | 備考 |
| ---------------- | --------------- | ------------------ | --- |
| 2015年10月4日 -  | 日曜 12:00 更新 | ニコニコチャンネル | 全話有料 別途エピソード1のみを1週間無料配信後削除 第5話は1日遅れて11月2日（月曜）18:30に配信                  |
|                  |                 | バンダイチャンネル | 全話有料 有料会員は全話見放題 第5話は1週間繰り下げ11月8日に配信、以後も1週間繰り下げとなりGYAO!と同時になった |
| 2015年10月11日 - |                 | GYAO!              | 全話有料 |

### 映像特典（TV）
| 巻数         | サブタイトル | コラボ                      |
| シーズン1 ?? | シーズン1 ?? | シーズン1 ??                |
| ------------ | --- | --------------------------- |
| 1            | サッと安心、SAT x Peeping Life - オタクくん フィギュアショップでバイト - オタクくんダンシング篇 | SAT（ユニオンセキュリティ） |
| 2            | ZIP!×Peeping Life TV「クールジャパン最前線」 - 第1話 桝アナ&オタクさん @べつばら設定 - 第2話 桝アナ&オタクさん @べつばら設定 - 第3話 小熊アナ&オタクさん @オタク宅取材 - 第4話 小熊アナ&オタクさん @オタク宅取材 - 第5話 桝アナ&オタクさん @べつばら設定 | ZIP!                        |

## DVD
ほとんどのDVDは1575円
- 「Peeping Life The Perfect Edition」（2009年6月18日）
- 「Peeping Life The Perfect Emotion」（2010年4月16日）
- 「PS3®のつかいかた-fest.PeepingLife-」（2010年9月16日）
- レンタル版「Peeping Life　イエロー盤」（2010年12月3日）
- レンタル版「Peeping Life　ピンク盤」（2010年12月3日）
- 「Peeping Life The Perfect Evolution」（2011年1月27日）
- 「Peeping Life -The Perfect Extension－」（2011年9月23日）
- 「Peeping Life 5.0ch」（2012年2月3日）

## CD
- 「Close Your Eyes」リリック男と後輩[12]
  - 収録内容：#① レコーティング現場①/#② デモ音源”Close Your Eyes”/#③ レコーティング現場②
- MAXIシングル「さとりのしょ」
  - 収録曲：#1 さとりのしょ /#2 わずらズラ☆ /#3 Peeping Waves /#4 さとりのしょ -さとremix-
  - 封入特典：さとりのしょ48手ダンス振りカード
- 「Peeping Life はじめてのヴィレッジヴァンガード」編[13]
  - 収録内容：#① オタクくんの場合/#②Peeping Waves -オタクくんMIX-CD仕様-
- 「バカップル留守番電話ですれ違い」編[14]
  - 収録内容：DVD本編には入っていない、バカップル-CD仕様-